# Distretto di Gefara
Il distretto di Gefara (in arabo شعبية الجفارة>) è uno dei 22 distretti della Libia. Fa parte della regione storica della Tripolitania. Il suo capoluogo è Al 'Aziziyah.